# Lénine en octobre
Pour plus de détails, voir Fiche technique et Distribution.
Lénine en octobre (en russe : Ленин в октяабре, Lenin v oktyabre) est un film soviétique biographique et historique, réalisé par Mikhaïl Romm et Dmitri Vassiliev sorti en 1937. Il évoque les évènements survenus en Russie  lors de la révolution d'Octobre 1917 ainsi que la personnalité de son leader Vladimir Illitch Lénine.

## Synopsis
Octobre 1917. Lénine, un moment contraint, comme d'autres de ses compagnons, à l'exil en Finlande, rentre en Russie pour prendre la direction du Parti bolchevik. À la séance du Comité central du Parti, le 10 octobre, la majorité des participants se prononcent pour le déclenchement d'une insurrection armée. Le gouvernement provisoire, dirigé par Alexandre Kerensky, tente d'éliminer Lénine et charge un tueur à gages, Filimonov, d'exécuter cette tâche. L'ouvrier Vassili, responsable de la sécurité du leader bolchevik, l'aide à échapper au danger. Le 25 octobre (7 novembre), Lénine dirige à Smolny, le soulèvement et la prise du Palais d'hiver. Le jour suivant, Lénine proclame la victoire de la révolution au IIe Congrès panrusse des Soviets.

## Fiche technique
- Titre du film : Lénine en octobre
- Titre russe : Ленин в октяабре (Lenin v oktyabre)
- Production : Mosfilm
- Réalisation : Mikhaïl Romm, Dimitri Vassiliev
- Assistant réalisateur : Isidor Simkov
- Scénario : Alexeï Kapler
- Photographie : Boris Voltchek
- Caméra : Igor Gueleine, Era Savelieva
- Décors : Boris Doubrovski-Echke, N. Soloviev
- Son : Vladimir Bogdankevitch
- Montage : Tatiana Likhatcheva
- Directeur du film : Igor Vakar
- Musique : Anatoli Alexandrov
- Format : Noir et blanc
- Durée : 108 minutes
- Pays d'origine :  Union soviétique
- Date de sortie : 7 novembre 1937

## Distribution
- Boris Chtchoukine : Vladimir Illitch Lénine
- Nikolaï Okhlopkov : Vassili, bolchévique, garde de Lénine
- Vladimir Pokrovski : Félix Dzerjinski
- Semyon Goldshtab : Joseph Staline
- Vassili Vanine : Matvriev, bolchévique
- Klavdia Korobova : Natalia, l'épouse de Vassili
- Alexandre Kovalevski : Alexandre Kerensky
- Nikolaï Sokolov : Mikhaïl Rodzianko
- Nikolaï Arski : Blinov, commandant d'armée rouge
- Elena Chatrova : Anna Mikhaïlovna, propriétaire d'une planque
- Nikolaï Svobodine : Valerian Routkovski, membre du SR
- Viktor Ganchine : Joukov, membre du comité central du SR
- Vladimir Vladislavski : Karnaoukhov
- Nikolaï Tchaplyguine : Kiriline
- Ivan Lagoutine : Filimonov
- Alexandre Gretchany : matelot (non-crédité)